# VHS (ドイツ語)
正式名称でフォルクスホッホシューレ（ドイツ語:Volkshochschule）、略称でVHS（ファウ・ハー・エス）は、ドイツ語圏の市または州によって運営されている、市民の為の生涯学習のための施設である。一言で言うと、日本の公民館にかなり類似した生涯学習センターである。
ドイツ語の会話では正式名称のフォルクス ホッホシューレと発音される。文書中ではVHSと略されることも多い。外国人は英語読みして"ブイ・エイチ・エス"などと言うことも多いが、厳密に言うと間違いである。

## 概要
州や市によって設置される公営のものであり、地域参加型の組織、すなわち各地域の地元住民が講師となり運営されている。
学校ではなく、公共の社会教育施設であり、日本の公民館に相当する施設である。
ドイツ全国で約900、支部も含めると3,000以上が稼働している。連邦・州・市町村レベルの公的助成（補助金）が使われ、州や市が保有する建物や公立学校の建物を使い運営されている。年間で、約700,000講座が開催され、利用者数は900万人に達する。
誰でも受講することが可能で、入試も無い。単位制度もなく、多様な講座が開設されている。
講座の内容は、外国語、IT、文化、芸術、健康、資格取得、職業スキル習得、起業支援、移民向けの講座など多様である。（後述）
週1回90分×6週間などの短期講座が一般的である。夜間や週末にも講座が開かれ、仕事や家庭との両立がしやすい形式で提供されている。
受講料は1講座あたり10〜100ユーロ程度で、民間講座よりもかなり安価である。生活困窮者には受講料割引・免除制度もある。
講師
許可を得た一般市民が講師となりコースを開設する。VHSが置かれている市に在住している住人であれば誰でも講座開設を申請できるが、承認されるには一定の能力があると証明する書類を市に提示しなければならない。
運営組織
全国的にはドイツ成人教育連盟（Deutscher Volkshochschul‑Verband：DVV デー・ファウ・ファウ）が、州連盟とともに統括運営を担っている。
備考
VHSは「地域社会における対話と共生の場、民主主義教育の拠点」としての役割を担う。政治的・宗教的中立を維持しつつ、社会参加、異文化交流、職業支援などを促進する。
Volks(フォルクス)は「民衆の」と言う意味で、Hochschuleは「大学」と言う意味なので、日本でつい直訳してしまう人がおり「（ドイツの）市民大学」や「（ドイツの）市民学校」などと翻訳されることもあったが、あくまで日本の公民館のような施設であり、VHSの講座の受講生は電車や美術館の学割などは対象外である。

## 講座内容
地方の市町村よりも大都市のほうが講座の種類が豊富な傾向がある。
ベルリンのVHSの公式サイトの情報によると、2025年は次のような講座が開設されている。
- 外国語（Fremdsprachen） - 40以上の外国語から選べ、たとえばフィンランド語、ヘブライ語、インドネシア語、ラトビア語、スペイン語、タイ語、ウクライナ語など[1]。（日本語講座もある）　そのほか手話も学べる[1]。
- 健康と栄養（Gesundheit und Ernährung）- より健康的な生活を送るための講座。ヨガ、瞑想、マッサージ、栄養アドバイスなど[1]。
- 仕事・職業・キャリア（Arbeit, Beruf und Karriere）のための講座 - 起業支援アドバイス、マネジメント技術、コミュニケーション技術、職業資格試験の準備講座など[1]。
- 政治・社会・環境（Politik, Gesellschaft und Umwelt）について学ぶ講座 - 政府と社会、歴史や地理、哲学、宗教、教育と教育学、心理学とコミュニケーション、環境問題や消費者の権利を扱う講座など[1]。
- 芸術・文化・創造性（Kunst, Kultur und Kreativität） - 演劇、執筆、絵画や彫刻などの制作、ダンスなど[1]
- コンピューター・IT・マルチメディア（Computer, IT und Multimedia） - オペレーティングシステムの使い方、グラフィック・写真編集・動画編集のためのソフトの操作法、ソーシャルメディアツールの使い方など[1]。
- 基礎教育と学歴取得（Grundbildung und Schulabschlüsse）[1] - 基礎教育を十分に受けられなかった、あるいは放棄してしまった人々のための講座群。読み書きや計算。従来の方法に加えて現代的な学習技術を使う。この講座に関しては基礎的な学歴の取得も可能[1]。
- 移民・難民向け講座（インテグレーション講座） - すべてのコースについて事前の個別相談と習熟度判定が義務付けられている[1]。ドイツは中東など世界各地からの移民を受け入れており、特に2022年にはロシアによるウクライナ侵攻で発生したウクライナ難民を他の西欧諸国同様に受け入れた結果、VHSのインテグレーション講座の受講者数が一気に2倍になり注目を集めた。（#移民・難民のための統合講座で解説）
- デジタル講座（オンライン講座、リモート講座）[1] -  2020年の新型コロナのパンデミック以降、オンライン講座の数が増えた。2022年時点で純オンライン講座の数が26,237になっていた（全講座の6％）。部分的にオンライン化された講座も含めると43,190になっていた（全講座の約10％）。ここ数十年、ドイツの高齢化が進みVHS受講者の高齢者の割合が増し若者の割合がかなり減ってきたので、オンライン講座は若者にVHSをより身近に感じてもらう役割も担っている。

ジャンル別の受講者比率は、2018年のデータによると、芸術・健康・ハンドクラフトなどが全参加の約33％。市民教育・政治・環境問題などが全体の約20％。

### 移民・難民のための統合講座
移民・難民向けの講座は、ドイツ語ではIntegrationskurs（インテグラツィオーンスクルス）と呼ばれており、「統合講座」という意味。
Integrationskursはドイツ連邦移民難民庁（BAMF。ドイツ語版）の制度上の正式名称であり、VHSなどの教育機関がこれを委託されて実施している形になっている。「Integration インテグラツィオーン」は統合という意味で、ドイツ社会が移民や難民を受け入れて統合する、という意味であり、語学習得だけでなく、文化的・法的・社会的な適応まで含む、広い意味がある。
つまり「統合講座」は、移民・難民に日常生活で使う実用的なドイツ語を学んでもらい、さらにドイツの民主主義、法制度、行政制度、文化、習慣なども学んでもらい、自分で公共交通機関を使え、ゴミの分別などもでき、ドイツの役所窓口での手続きも自力で出来るようになってもらうための講座。語学講座とオリエンテーション講座から成る。
- 語学講座（Sprachkurs）- 600時間（基本＋上級）

基本（A1→A2）- 1モジュール100時間 × 3
上級（A2→B1）- 1モジュール100時間 × 3
統合講座では日常生活に即したドイツ語を学ぶ。すなわち買い物・住まい・健康・仕事・子育て・趣味・公共交通機関利用などの場面で使うドイツ語を学習し、役所・銀行・医者などとの会話、そして書類記入・申請書作成・履歴書作成などの実務文書を作成したりメールで使うドイツ語も習得する。話す・聞く・読む・書くの全スキルを強化。文法は段階的に進み、A1では基本語順、A2/B1では過去形・助動詞・接続法など。授業は原則ドイツ語のみ（受講生の母語併用は原則的に無い。ただし臨機応変に英単語を補助的に添える場合はあり、ウクライナ難民が急増した地域ではやはり臨機応変にウクライナ語単語の説明を添えたという）
必要に応じて 文字読み書き支援コース（Alphabetisierung）では900～1200時間に拡充されることも（例：母語がラテン文字以外、または読み書き初心者向け）
- オリエンテーション講座（Orientierungskurs）- 100時間

ドイツの政治制度・民主主義・歴史を学ぶ（ドイツが経験したナチスの苦い歴史、およびナチス再発を防ぐために現代ドイツが努力していること、東西ドイツ統一の歴史なども学ぶ）。ドイツの法制度・社会保障制度のしくみ、公共機関の仕組み、生活習慣・地域ルールや文化的価値観（例えばゴミの分別や市民の役割など）も学ぶ。
合計で通常700時間。特定のグループ向けでは最大1,260時間に達する場合あり
統合講座は日中のフルタイムコースおよび夜間コースがある。
- 日中のフルタイムのコース - 週4～5日、1日約4時間の受講（例：9:00–13:00）。日中フルタイムコースだと、ひとつの講座モジュール（100時間）が約5〜6週間で完了する。統合講座全体（ドイツ語+オリエンテーション）を 6ヶ月-9ヶ月程度で完了できる。
- 夜間コース - 週3回×3時間の受講。1モジュール完了まで約9〜10週間かかる。統合講座全体（ドイツ語+オリエンテーション）を完了するには12〜18ヶ月間ほどかかる。

### 外国人向けドイツ語講座
外国人の為のドイツ語講座(Deutsch als Fremdsprache)はレベルや頻度や時間帯によってコースの選択肢が豊富にある事が多い。授業は大人数制で、1コースにつき最大20人(最小8人)の生徒を入れてコースを進める。レベルは大きく3つに分けられるが、都市によってさらに細かく6段階や12段階に分けられる事もある。上のクラスに進むには、原則的にレベルチェックテストを受ける必要があるが、担当講師の独断でテストなしで進める場合もある。
頻度は週5日から週1日まで都市によって様々な頻度が用意されている。時間帯も午前中、午後、夜間とさまざま。
コース料金は市からの補助金があるため安価である。各都市によって値段が違うが、例えば週20時間を8週間行うコースがベルリンのVHSでは114ユーロ(2012年3月現在)。
VHSが設置されている地域に居住している住民なら誰でもコースに申し込む事ができる。
ドイツ語コースは移民・難民を対象としているため、受講生は主にドイツ語圏で勉強や就労することを目的としており、18歳から25歳が多い。

## 歴史
起源は19世紀後半、1879年創設の「ハンボルト・アカデミー」にさかのぼる。民衆教育を通じた知的啓蒙の機運が高まり始まった。
1953年にドイツ成人教育連盟（Deutscher Volkshochschul‑Verband：DVV）設立。

## ギャラリー

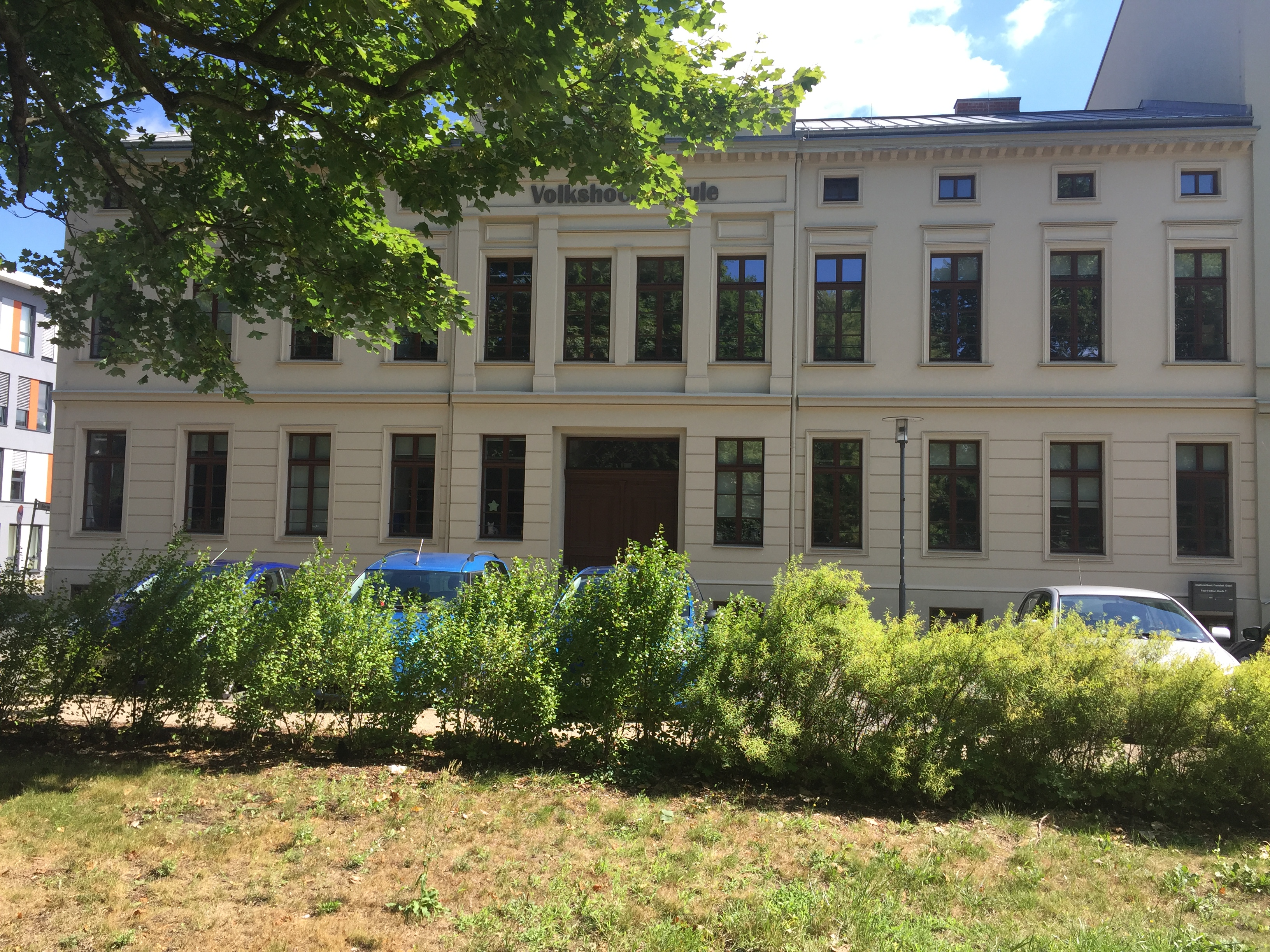
フランクフルトのVHS
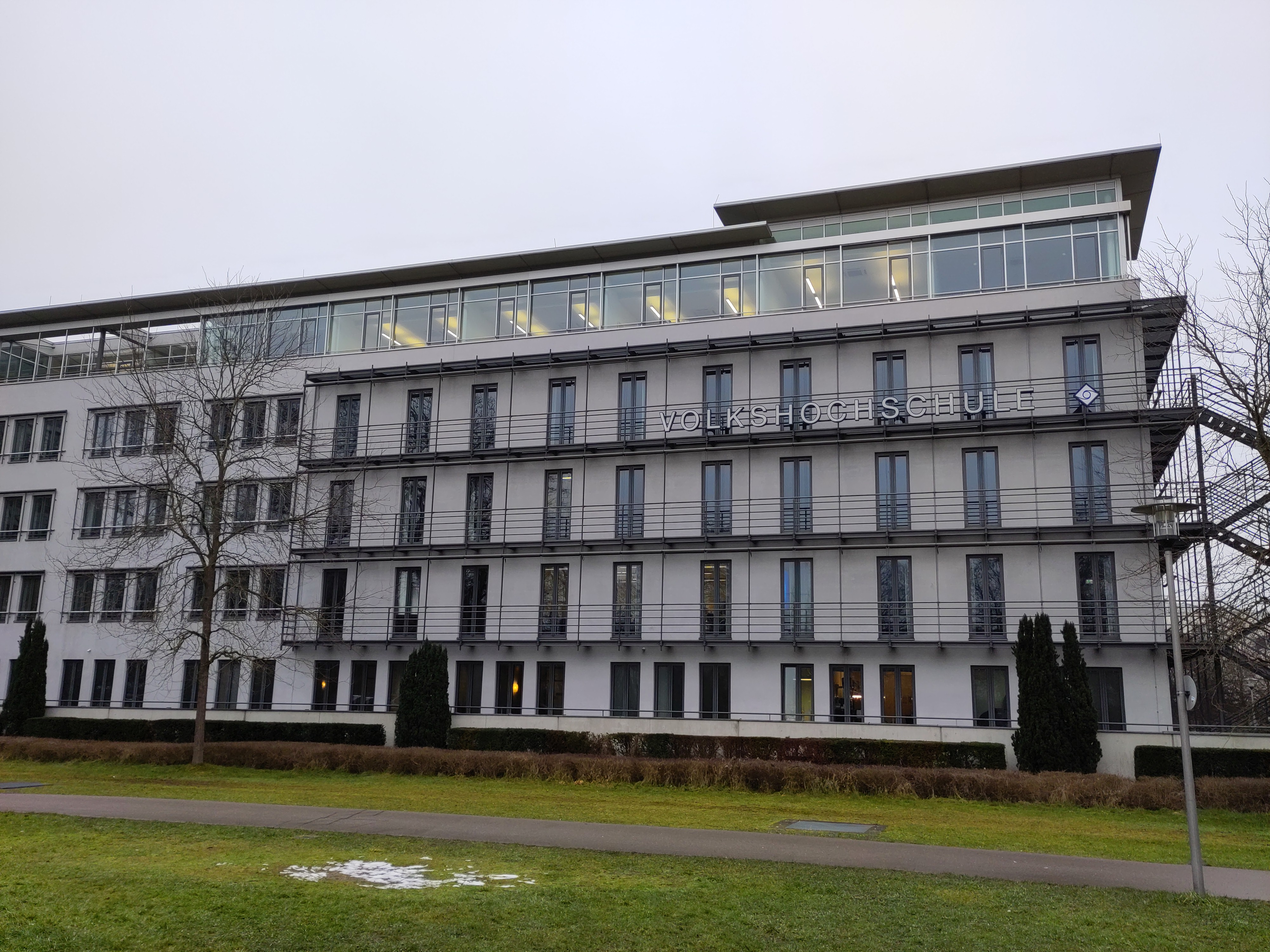
アウグスブルクのVHS
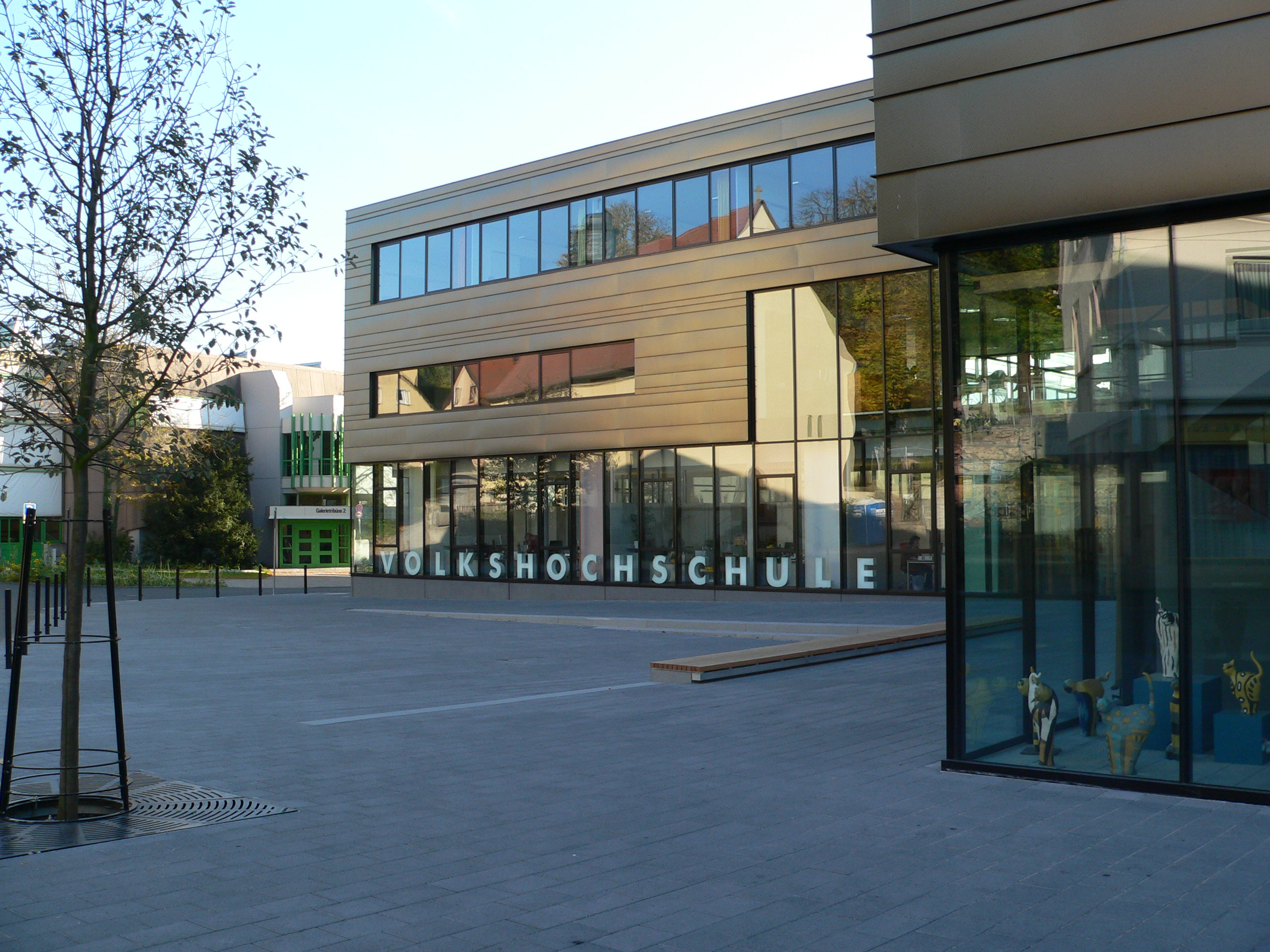
ネッカーズルムのVHS
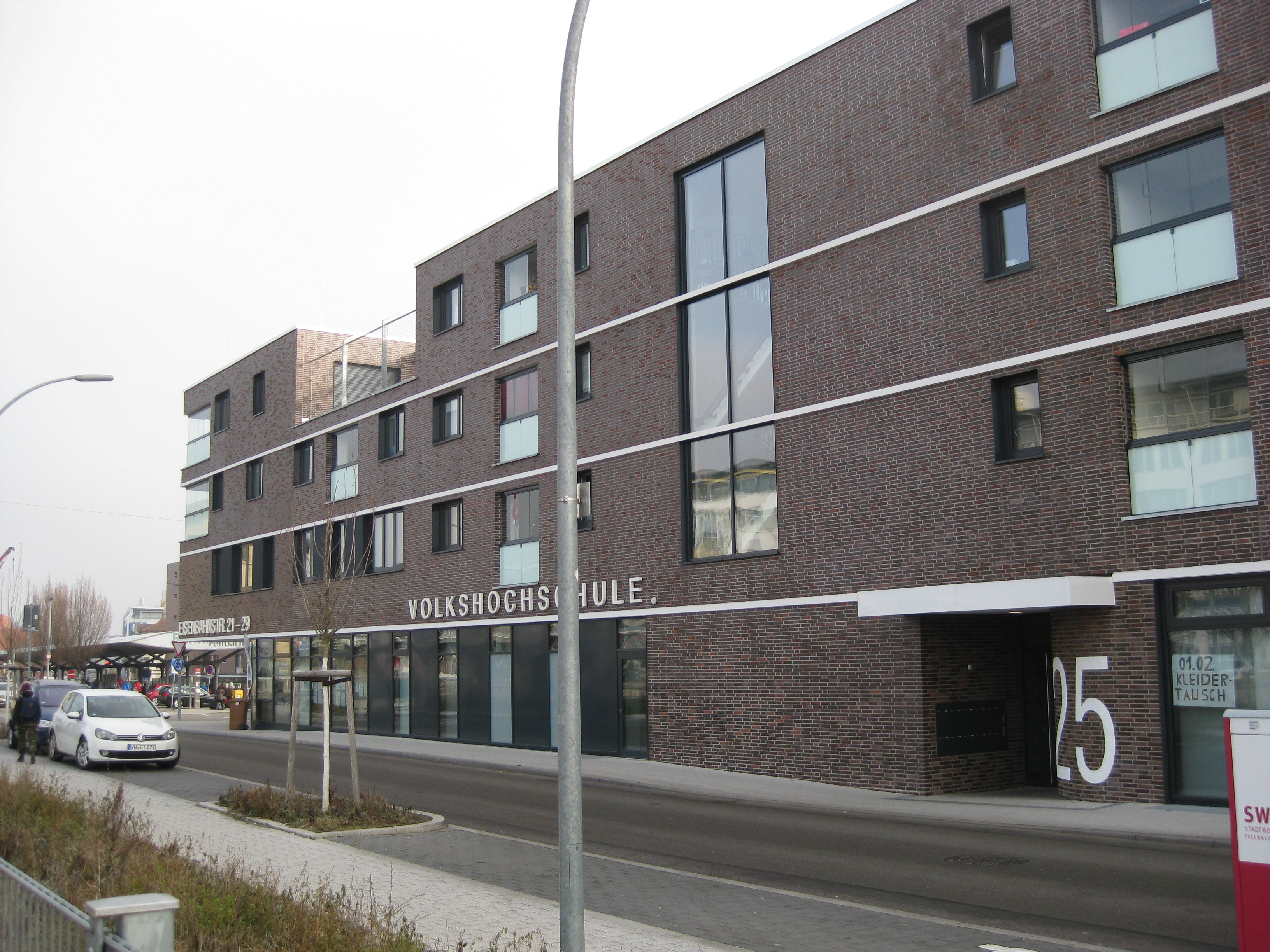
フェルバッハのVHS
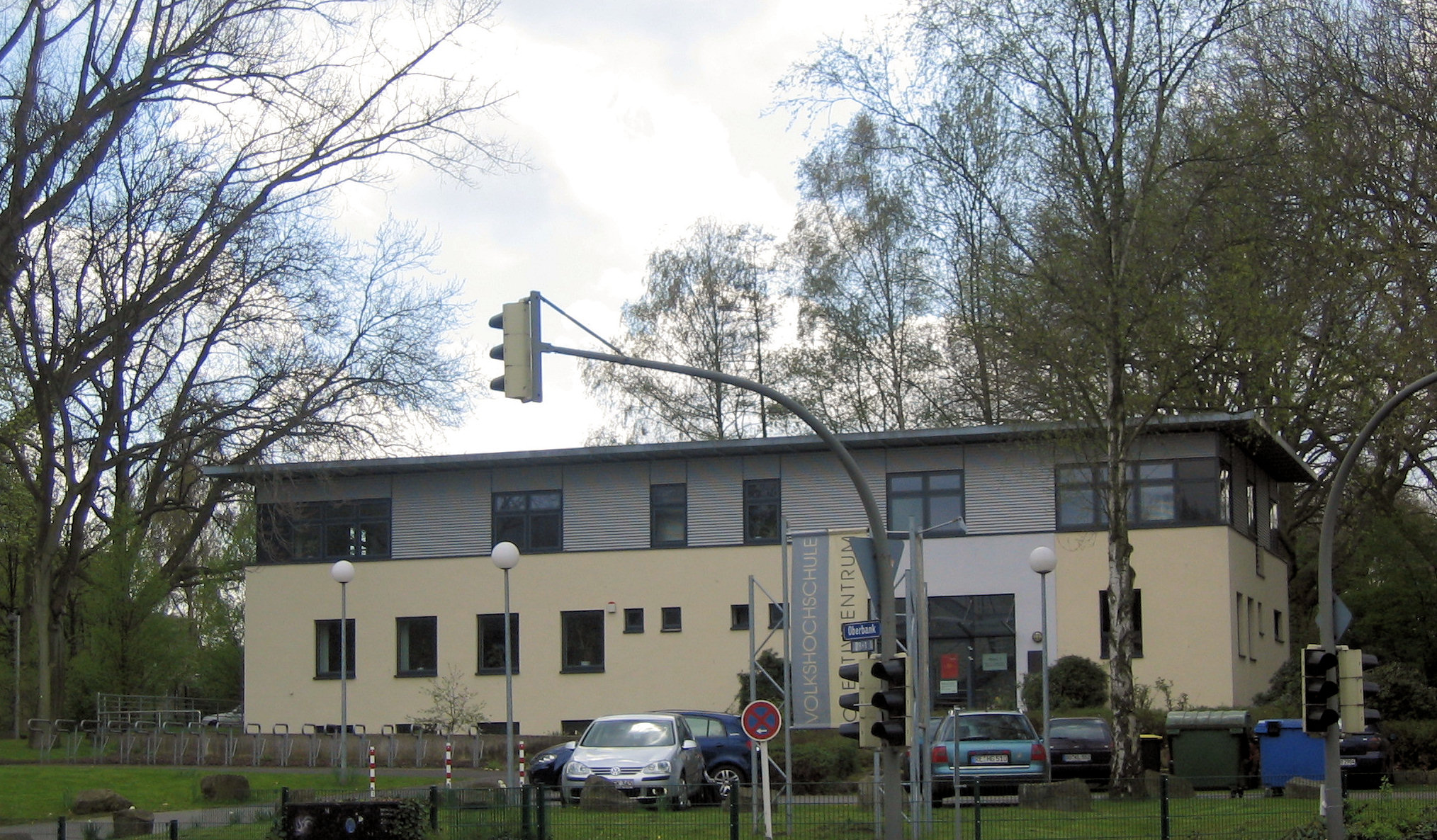
ドルトムントのVHSのひとつ
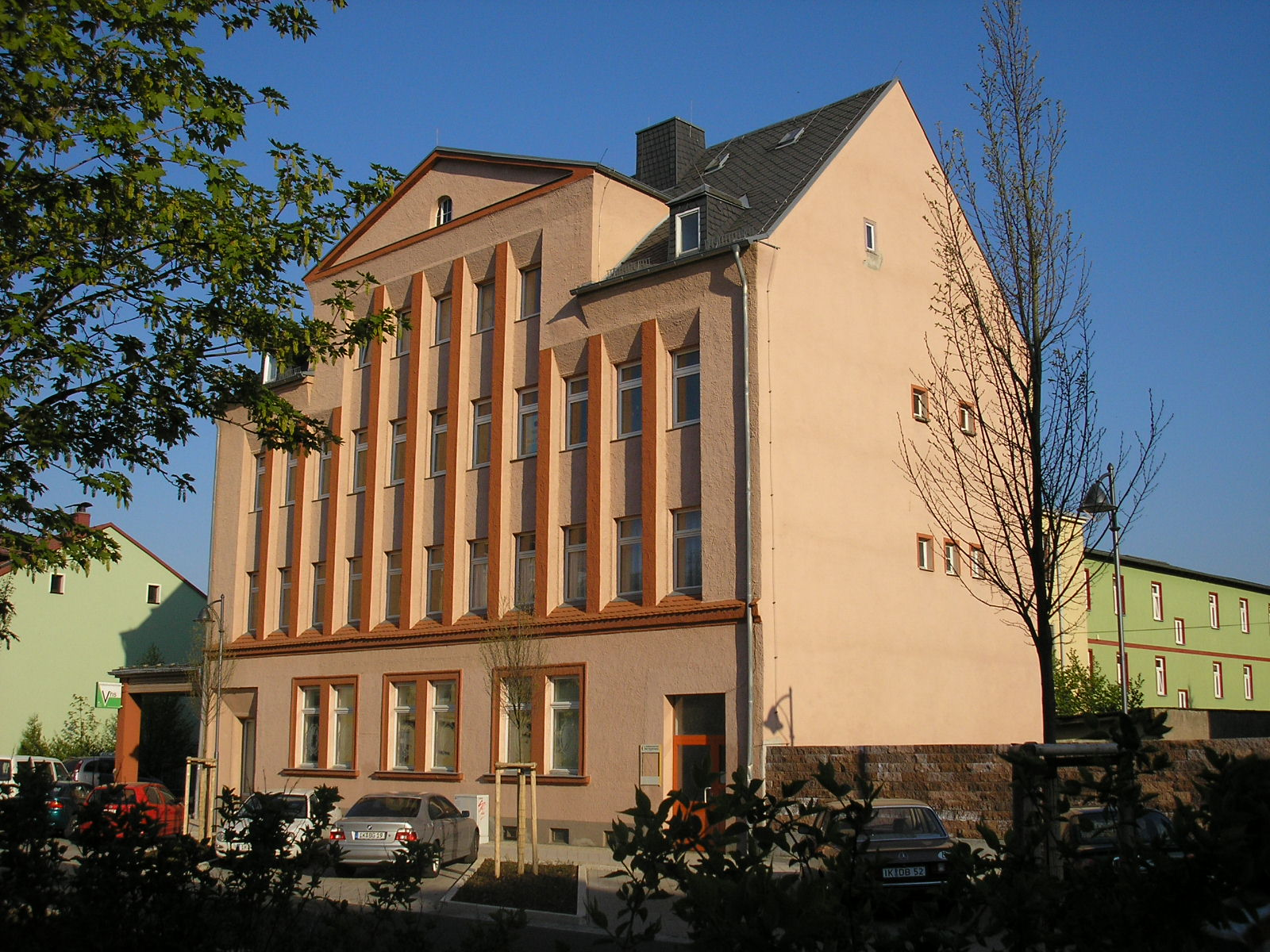
イルメナウのVHS
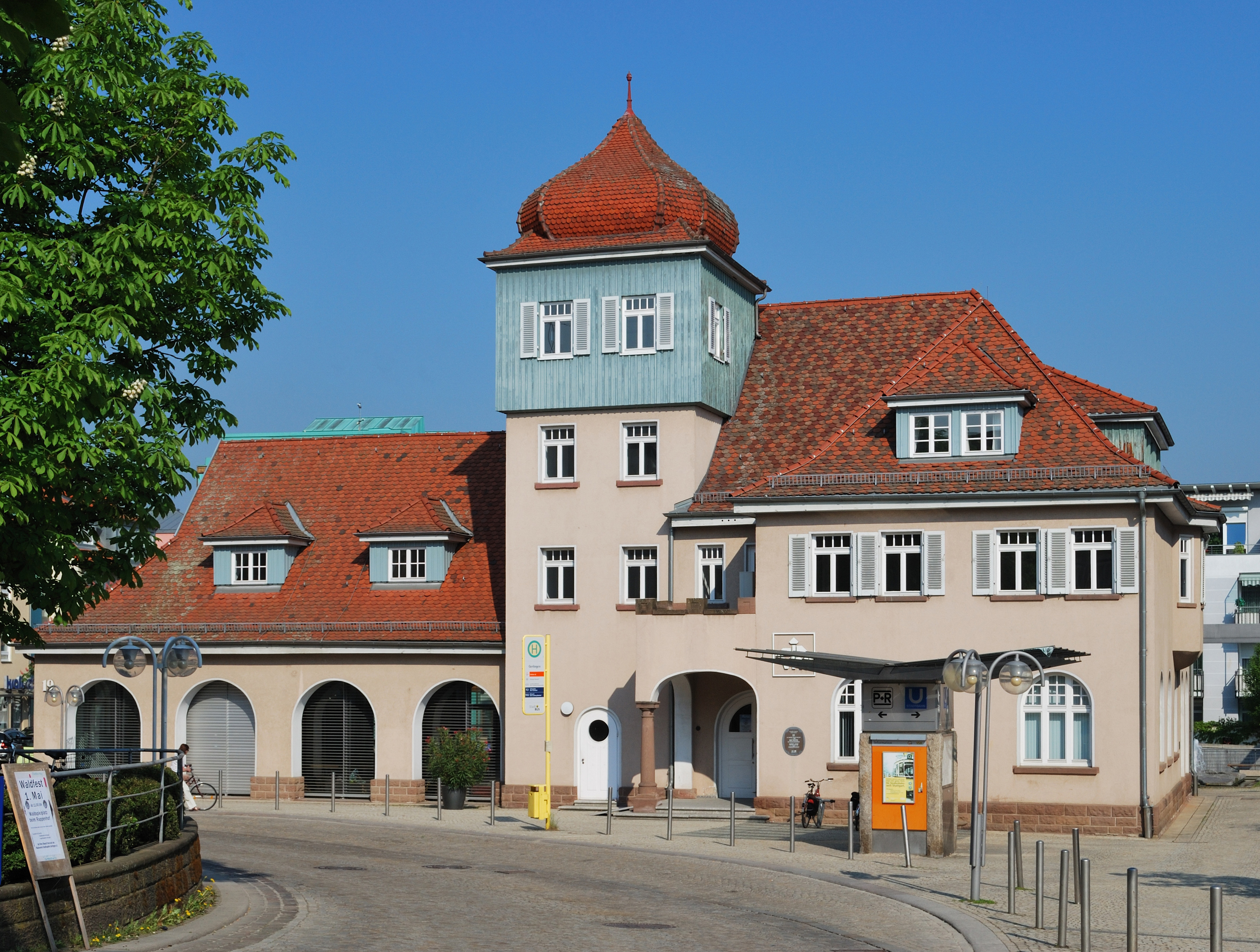
ゲルリンゲンのVHS
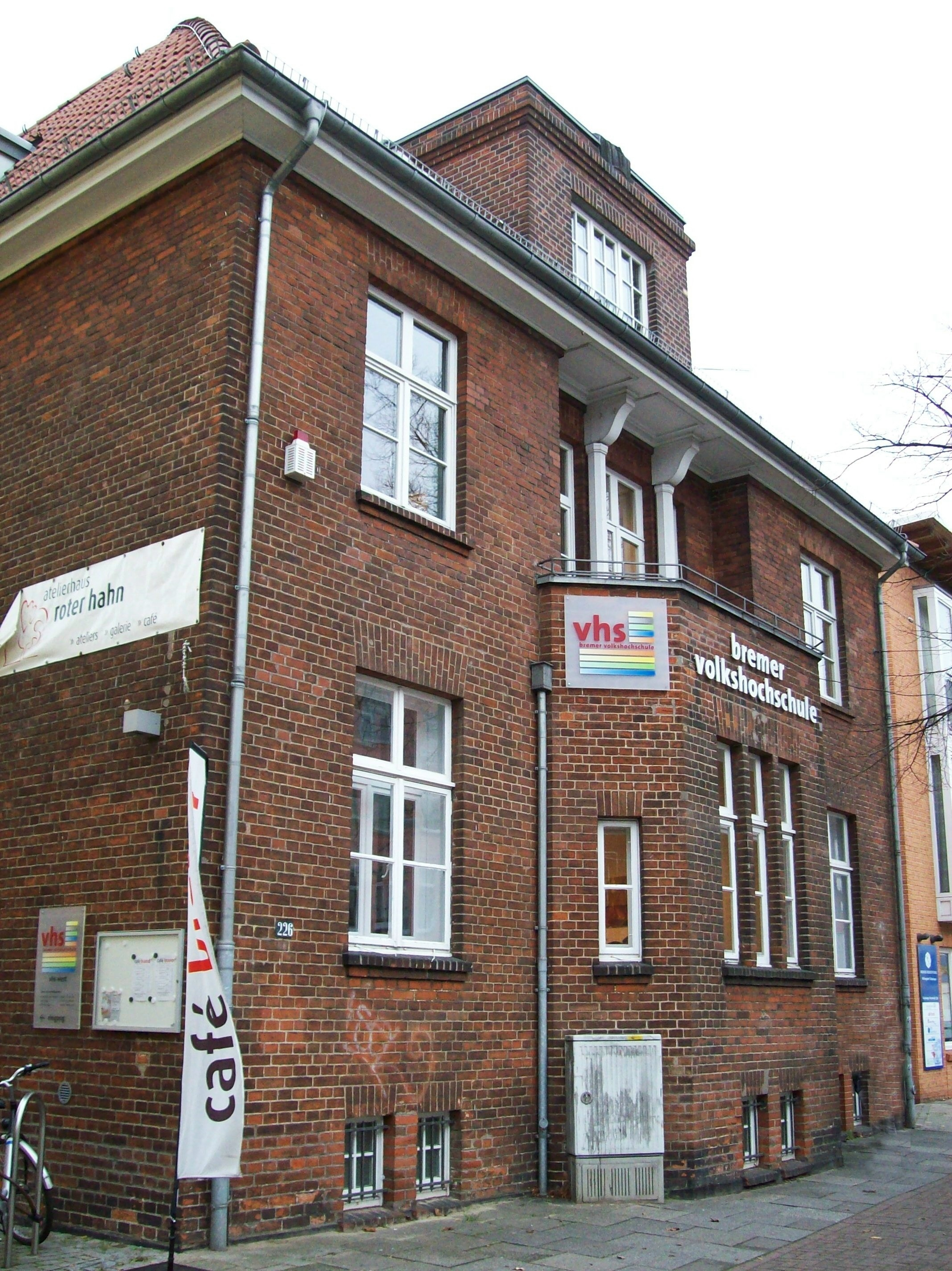
ブレーメンのグレーペリンガー・ヘーア通り226のVHS
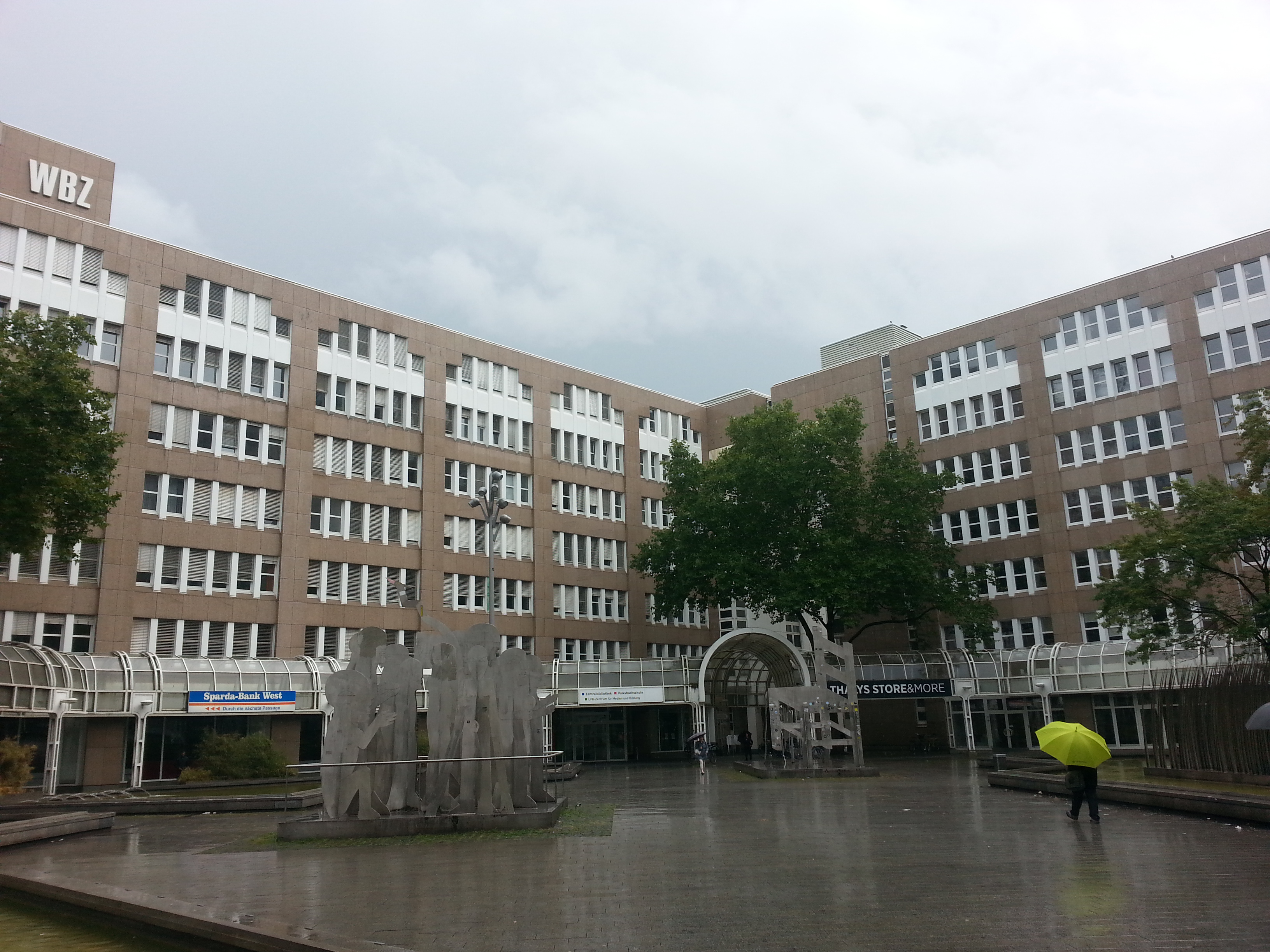
複合施設内のVHS。デュッセルドルフのVHSおよび市立図書館を含む総合施設。